# Cementerio de Bình Hưng Hòa
El Cementerio de Bình Hưng Hòa (en vietnamita, Nghĩa trang Bình Hưng Hòa) antes fue el cementerio más grande de la zona urbana de la Ciudad Ho Chi Minh en Vietnam. Se encuentra en las afueras suburbanas de la ciudad, pero debido a la rápida urbanización de la ciudad Ho Chi Minh, la zona urbana finalmente eclipsó al cementerio. Hay varias casas ilegales construidas en los alrededores del cementerio, y se estima que 300.000 habitantes viven entre las tumbas. En la costumbre vietnamita, los muertos son enterrados bajo tierra y por lo tanto se pone presión sobre la tierra cerca de la ciudad, especialmente en una gran ciudad como Ho Chi Minh.
Los entierros en el cementerio cesaron en enero de 2011, y el Departamento de Recursos Naturales y Medio Ambiente y las autoridades del distrito de Tan Binh planean reubicar a 70.000 tumbas del sitio a otra ubicación. El actual sitio está destinado a ser reconstruido como una zona residencial.